# Triton (roman)
Pour les articles homonymes, voir Triton.
Triton (titre original : Trouble on Triton: An Ambiguous Heterotopia, raccourci en Triton pour sa première parution) est un roman de science-fiction de l'écrivain américain Samuel R. Delany paru en 1976. Il est nommé pour le prix Nebula du meilleur roman  1976 et sélectionné pour une rétrospective du prix James Tiptree, Jr. 1995.
Samuel Delany a indiqué que Trouble on Triton avait été écrit en partie en dialogue avec le roman de science-fiction anarchiste d'Ursula K. Le Guin, Les Dépossédés, dont le sous-titre était Une utopie ambiguë. Il est également vaguement relié à d'autres de ses propres livres (en particulier Neveryóna) dans ses références au « calcul modulaire », une technique mathématique future qui analyserait les analogies, les constructions fictives et au final les personnalités humaines. L'édition américaine la plus récente de  1996 contient une préface de la romancière postmoderne Kathy Acker, qui se concentre sur Trouble on Triton en tant que fiction orphique.

## Analyse
Triton est un roman de structure plus traditionnelle que d'autres œuvres de Samuel Delany. Il présente des sociétés futures qui se différencient surtout par des critères sexuels. Le protagoniste principal du roman est un homme à première vue imprégné d'une culture machiste traditionnelle, qui finit par choisir de devenir une femme, ce qui relie le roman au sous-genre de la SF transgenre,.
Comme le sous-titre l'indique, le roman offre plusieurs perspectives contradictoires sur le concept d'utopie. Utopie signifie littéralement « bon endroit » ou « aucun endroit ». Delany tire le terme hétérotopie des écrits du philosophe Michel Foucault,. Littéralement, hétérotopie signifie « un autre lieu » ou « un lieu de différences ». Foucault utilise ce terme pour désigner des espaces extérieurs aux espaces institutionnels et sociaux fixes du quotidien, par exemple les trains, les motels et les cimetières. Dans le futur système solaire du roman, Triton, la lune de Neptune, soutient l'une des nombreuses sociétés humaines indépendantes de la Terre, qui s'est développée selon des lignes radicalement libertaires à certains égards : bien qu'il existe un gouvernement représentatif, il n'a pratiquement aucun pouvoir pour réglementer le comportement privé, et les citoyens peuvent choisir de vivre dans une région où aucune loi ne s’applique. La technologie permet un haut degré d'auto-modification, de sorte que toute personne peut changer son apparence physique, son genre, son orientation sexuelle et même des modèles spécifiques d'aimer et de détester.

## Résumé
Le roman examine comment les libertés et les coutumes de Triton sont perçues par les personnages principaux, en particulier Bron Helstrom, un jeune homme qui a déjà travaillé sur Mars comme prostitué. La société de Mars est bien plus dure que celle de Triton et a influencé la personnalité de Bron. Il est égocentrique, manque souvent de compréhension de lui-même et des autres et a de grandes difficultés dans les relations personnelles. Bien que la civilisation de Triton offre tout ce qu'il peut raisonnablement souhaiter, il est mécontent de sa vie, en désaccord avec ceux qui l'entourent et cherche continuellement à blâmer les autres chaque fois que les choses tournent mal.
Alors que le roman continue, les tensions politiques entre Triton et la Terre conduisent à une guerre interplanétaire destructrice. Ceci est principalement utilisé comme toile de fond pour la relation (finalement désastreuse) de Bron avec une jeune femme brillante connue sous le nom de Spike (l'Épine dans l'édition française), mais Delany spécule sur la façon dont une guerre interplanétaire pourrait réellement se dérouler.

## Réception
Bien qu'insatisfait de la conclusion « abrupte » du roman, Richard A. Lupoff a fait l'éloge de Triton, parlant d'« une expérience de lecture complètement captivante et très enrichissante... une expérience noble et fascinante [qui] parle en bien pour l'auteur ».
Dans une revue de 2008, Jo Walton fait l'éloge de Trouble on Triton, le qualifiant de « roman « personnel politique », ce qui n'était pas typique de ses contemporains du genre de science-fiction.

## Relations avec d'autres œuvres
Trouble on Triton ne doit pas être confondu avec le roman d'Henry Kuttner de 1941 ou le roman d'Alan E. Nourse de 1954 Trouble on Titan.
Le titre du roman est inspiré de l'opéra de Leonard Bernstein de 1952, Trouble in Tahiti. Fred Pohl, le rédacteur en chef de Bantam, a demandé à Delany de raccourcir le titre en Triton pour éviter toute confusion.
Trouble on Triton contient les deux premières parties de la série en cinq parties Some Informal Remarks Toward the Modular Calculus, qui se poursuit dans plusieurs volumes de la série Nevèrÿon. Le roman dans son ensemble constitue la première partie, tandis que la deuxième partie est la deuxième annexe du roman.